# Louis Bruinsma
Louis Bruinsma (15 de julio de 2000), es un jugador de rugby neerlandés, nacido en España. Actualmente se desempeña en el RC Massy del Championnat Fédéral Nationale y es internacional con la selección de rugby de los Países Bajos, con la que acumula 5 partidos.

## Biografía
En 2008 jugó para el  FC Grenoble. Allí permaneció hasta 2011, cuando se trasladó a España. Luego fichó por el  FC Barcelona, donde estuvo hasta 2018. En 2017 jugó con la selección catalana sub-18, con la que consiguió el campeonato de  comunidades autónomas. Al año siguiente, militó en la selección española sub-18.
Posteriormente, partió hacia Escocia y se unió a las filas de la Universidad de Stirling. En el verano, fue a Nueva Zelanda para unirse a una academia. También jugó a nivel de clubes con el Tauranga Sports Club, donde sus actuaciones le permitieron incorporarse al equipo sub-19, hasta 2019. Tras esta experiencia en Nueva Zelanda, regresó a Francia y se incorporó al equipo juvenil de la PAU. También regresó a la selección española, esta vez a la sub-20.
Tras una temporada en Pau, fichó por el Stade Montois. Brillando con el filial de club amarillo, tuvo la oportunidad de debutar en Pro D2 durante un viaje a Valence-Romans. En total, vistió la camiseta de montois dos veces durante la temporada. Al año siguiente, siguió ganando protagonismo y consiguió su primera partido fuera de casa durante el viaje a US Carcassonne  al inicio de la temporada.
En el mismo año debutó en el panorama internacional. Aunque había vestido los colores españoles en las selecciones juveniles, recurrió a su país de origen, Holanda, entre las absolutas.
Luego firmó un contrato de dos años con el RC Massy.